# Czyszki (gmina)
Czyszki – dawna gmina wiejska w powiecie lwowskim województwa lwowskiego II Rzeczypospolitej. Siedzibą gminy były Czyszki.
Gminę utworzono 1 sierpnia 1934 r. w ramach reformy na podstawie ustawy scaleniowej z dotychczasowych gmin wiejskich: Czyszki, Czyżyków, Dmytrowice, Gaje, Gańczary, Głuchowice, Podbereźce, Winnikczki.
Pod okupacją niemiecką w Polsce (GG) gminę zniesiono, włączając ją głównie do nowo utworzonej gminy Winniki.
Po II wojnie światowej obszar gminy został odłączony od Polski i włączony do Ukraińskiej SRR.